# Nhà xuất bản Kim Đồng
Nhà xuất bản Kim Đồng là nhà xuất bản chuyên về sách văn học thiếu nhi của Việt Nam được thành lập vào ngày 17 tháng 6 năm 1957 tại Hà Nội. Ngoài ra, Kim Đồng còn hợp tác với hơn 70 nhà xuất bản trên thế giới có thể kể đến như Dorling Kindersley, HarperCollins UK, Simon and Schuster UK, Dami International, Shogakukan, Kodansha, Shuiesha, Square Enix, nhà xuất bản Seoul và nhà xuất bản Neung-In (Hàn Quốc).
Hiện nay, nhà xuất bản Kim Đồng có trụ sở chính ở Hà Nội cùng hai chi nhánh đặt tại Đà Nẵng và Thành phố Hồ Chí Minh.

## Lịch sử
Sau khi thành lập vào năm 1945, chính phủ Việt Nam Dân chủ Cộng hòa đã quan tâm đến việc chăm sóc và giáo dục thiếu niên - nhi đồng Việt Nam và xem văn học và nghệ thuật là khâu quan trọng trong các phương tiện giáo dục thế hệ thanh thiếu nhi.
Trong những năm 1945 - 1946, các loại sách như "Gương chiến đấu" của Hội Văn hóa Cứu quốc và của Nhà xuất bản Cứu Quốc (cơ quan Mặt trận Việt Minh) đã được xuất bản tại Hà Nội. Năm 1948, "Tủ sách Kim Đồng", "Hoa kháng chiến" do Hội Văn nghệ, Đoàn Thanh niên Lao động và Hội Phụ nữ Việt Nam cùng phối hợp xuất bản ở chiến khu Việt Bắc. Tuy không in được nhiều, phát hành chưa rộng rãi nhưng đã có những đóng góp bước đầu cho văn học thiếu nhi Việt Nam.
Sau năm 1954, "Tủ sách Kim Đồng" được tiếp tục xuất bản do Nhà xuất bản Thanh Niên (thuộc Trung ương Đoàn Thanh niên Lao động Việt Nam) phụ trách.
Tại Đại hội Văn nghệ toàn quốc Việt Nam lần thứ II (tháng 2 năm 1957) đã đề ra nhiệm vụ sáng tác và xuất bản sách phục vụ thiếu nhi. Từ đó đã tiến hành bàn bạc và chuẩn bị cho sự ra đời một Nhà xuất bản sách cho thiếu nhi Việt Nam.
Ngày 16 tháng 3 năm 1957, tại trụ sở Hội Văn nghệ Việt Nam, Trung ương Đoàn Thanh niên Lao động, Hội Nhà văn và Bộ Giáo dục gồm 12 thành viên đặt nền móng cho Nhà xuất bản là: Hồ Trúc, Cao Ngọc Thọ, Hồ Thiện Ngôn, Lưu Hữu Phước, Tô Hoài, Nguyễn Huy Tưởng, Nguyễn Xuân Sanh, Phan Huỳnh Điểu, Xuân Tửu, Phạm Hổ, Thy Thy Tống Ngọc, Nguyễn Văn Phú đã họp phiên đầu tiên để bàn việc thành lập một Nhà xuất bản sách cho thiếu nhi.
Ngày thành lập chính thức của Nhà xuất bản Kim Đồng là ngày 17 tháng 6 năm 1957. Cái tên "Kim Đồng" được lấy theo đề xuất của nhà văn Tô Hoài: kế thừa Tủ sách Kim Đồng đã xuất bản trong kháng chiến chống Pháp. Kim Đồng vốn là hình ảnh một em bé người dân tộc Nùng tham gia kháng chiến chống Pháp.
Ngày 18 tháng 6 năm 1957, các báo hàng ngày tại Hà Nội đưa tin: 
Nhà xuất bản Hội Nhà văn và Nhà xuất bản Kim Đồng ra đời vào 19h30 tối qua (17/6/1957) tại Câu lạc bộ Đoàn Kết. Ban giám đốc Nhà xuất bản Hội Nhà văn và Nhà xuất bản Kim Đồng đã ra mắt trước một số đông các nhà giáo dục, khoa học, văn học, xuất bản. Sau lời giới thiệu của nhà văn Tô Hoài, nhà văn Hoàng Cầm (trong Ban giám đốc Nhà xuất bản Hội Nhà văn) đã lên nói về lề lối làm việc và chương trình của Nhà xuất bản Hội. Tiếp đến, nhà văn Nguyễn Huy Tưởng, Giám đốc Nhà xuất bản Kim Đồng lên phát biểu về công việc của Nhà xuất bản cho thiếu nhi Việt Nam. Mọi người đã dự buổi chiếu phim chiêu đãi trước khi kết thúc.

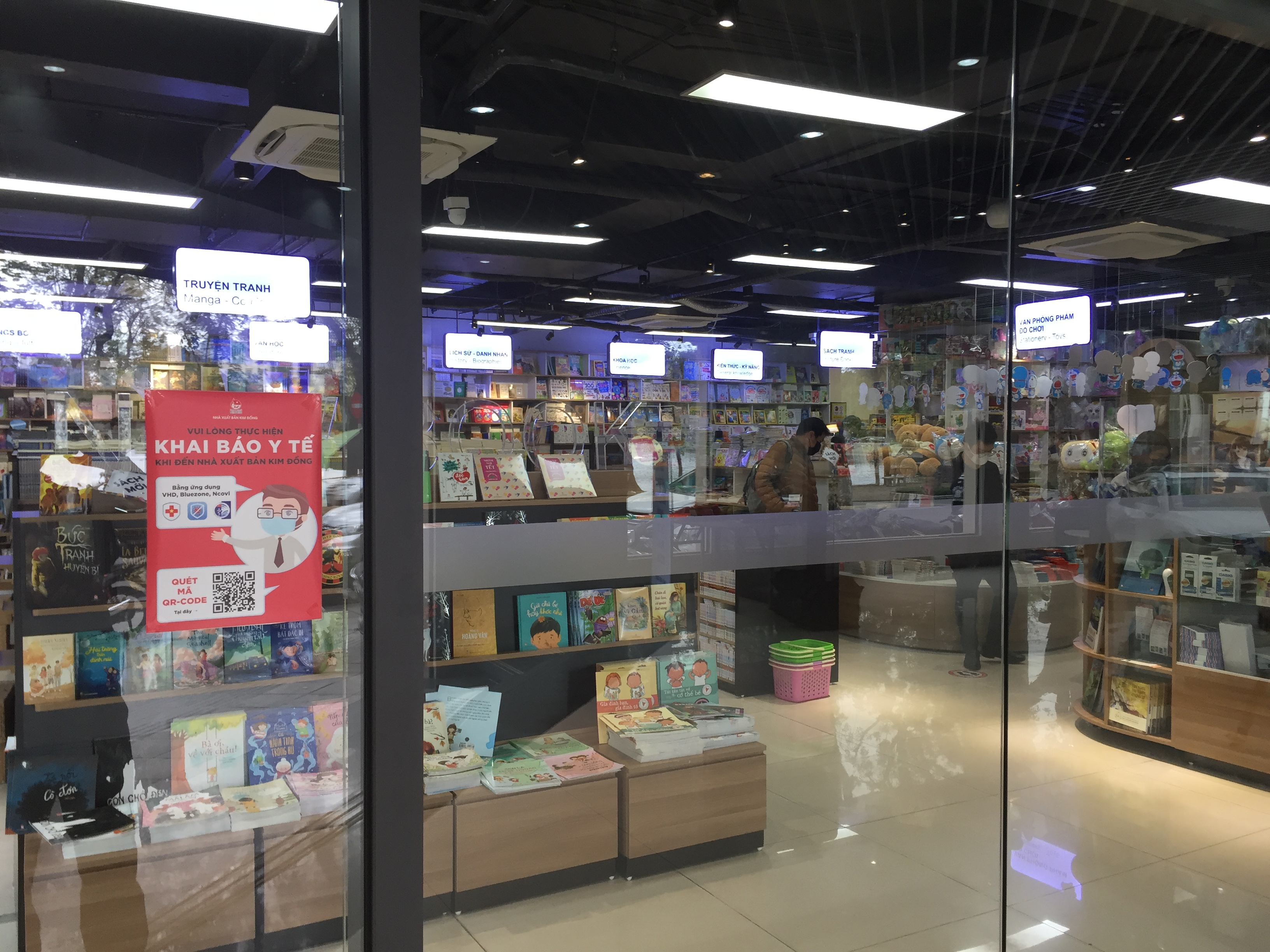
Nhà sách tại trụ sở Nhà xuất bản Kim Đồng

Trụ sở đầu tiên và cũng là trụ sở chính của nhà xuất bản là ở số 55 phố Quang Trung, quận Hai Bà Trưng, thành phố Hà Nội.

## Các tác phẩm tiêu biểu
Nhà xuất bản Kim Đồng đã cho ra mắt bạn đọc thiếu nhi Việt Nam nhiều tác phẩm văn học Việt Nam và truyện tranh nước ngoài. Nhà xuất bản Kim Đồng cũng là một trong những nhà xuất bản truyện tranh lớn nhất Việt Nam. Kim Đồng thường mua bản quyền tác phẩm từ các đối tác Nhật Bản, Hàn Quốc, Đài Loan, Hồng Kông và đã xuất bản nhiều bộ truyện tranh được đông đảo bạn đọc trên thế giới đón nhận nồng nhiệt. Lượng xuất bản trung bình của một tập truyện tranh nước ngoài vào khoảng 5,000~10,000 cuốn.

### Tác phẩm dành cho thiếu nhi
- Sừng rượu thề
- Dế Mèn phiêu lưu ký
- Đất rừng phương Nam
- Lá cờ thêu sáu chữ vàng
- Góc sân và khoảng trời
- Kính Vạn Hoa
- Tứ quái TKKG
- Tý Quậy
- Búp sen xanh
- Doraemon

### Tác phẩm truyện tranh nước ngoài
| Tên tác phẩm                                               | Tên gốc                                              | Đối tượng | Tác giả                                                  | Dịch giả           | Nhà xuất bản gốc           | Quốc gia   | Năm xuất bản | Tình trạng xuất bản |
| ---------------------------------------------------------- | ---------------------------------------------------- | --------- | -------------------------------------------------------- | ------------------ | -------------------------- | ---------- | ------------ | ------------------- |
| Doraemon                                                   | ドラえもん                                           | Thiếu nhi | Fujiko F. Fujio                                          | Nhiều người dịch   | Shogakukan                 | Nhật Bản   | 1992         | Hoàn thành          |
| Perman - Cậu bé siêu nhân                                  | パーマン                                             | Thiếu nhi | Fujiko F. Fujio                                          |                    | Shogakukan                 | Nhật Bản   | 2017         | Hoàn thành          |
| Chie Cô bé hạt tiêu                                        | じゃりン子チエ                                       | Seinen    | Haruki Etsumi                                            | Trang Tempo        | Futabasha                  | Nhật Bản   | 2014         | Hoàn thành          |
| Ninja Rantaro                                              | 落第忍者乱太郎                                       | Seinen    | Amako Sōbē                                               |                    | Asahi Gakusei Shimbun      | Nhật Bản   | 2008         | Hoàn thành          |
| Itto - cơn lốc sân cỏ                                      | かっとび一斗                                         | Shōnen    | Monma Motoki                                             |                    | Shueisha                   | Nhật Bản   | 2009         | Hoàn thành          |
| Dragon Ball                                                | ドラゴンボール                                       | Shōnen    | Toriyama Akira                                           | Monkey King        | Shueisha                   | Nhật Bản   | 2008         | Hoàn thành          |
| Dr. Slump                                                  | ドクター スランプ                                    | Shōnen    | Toriyama Akira                                           |                    | Shueisha                   | Nhật Bản   | 2012         | Hoàn thành          |
| Thám tử lừng danh Conan                                    | 名探偵コナン                                         | Shōnen    | Aoyama Gosho                                             | Nhiều người dịch   | Shogakukan                 | Nhật Bản   | 2008         | Đang xuất bản       |
| Hunter x Hunter                                            | ハンター×ハンター                                    | Shōnen    | Togashi Yoshihiro                                        | Liên Vũ            | Shueisha                   | Nhật Bản   | 2017         | Đang xuất bản       |
| Hành trình U Linh Giới                                     | 幽☆遊☆白書                                           | Shōnen    | Togashi Yoshihiro                                        | Liên Vũ            | Shueisha                   | Nhật Bản   | 2016         | Hoàn thành          |
| One Piece                                                  | ワンピース                                           | Shōnen    | Oda Eiichiro                                             | Nhiều người dịch   | Shueisha                   | Nhật Bản   | 2008         | Đang xuất bản       |
| One Punch Man                                              | ワンパンマン                                         | Shōnen    | Murata Yusuke                                            | Monkey King        | Shueisha                   | Nhật Bản   | 2017         | Đang xuất bản       |
| Gia sư Hitman Reborn                                       | 家庭教師ヒットマン REBORN!                           | Shōnen    | Amano Akira                                              | Danna              | Shueisha                   | Nhật Bản   | 2007         | Hoàn thành          |
| Eyeshield 21                                               | アイシールド21                                       | Shōnen    | Inagaki Riichirō                                         |                    | Shueisha                   | Nhật Bản   | 2010         | Hoàn thành          |
| Học viện Siêu Anh Hùng                                     | 僕のヒーローアカデミア                               | Shōnen    | Horikoshi Kohei                                          | Ruyuha Kyouka      | Shueisha                   | Nhật Bản   | 2018         | Đang xuất bản       |
| Yu-Gi-Oh!                                                  | 遊☆戯☆王                                             | Shōnen    | Takahashi Kazuki                                         | RIN                | Shueisha                   | Nhật Bản   | 2018         | Hoàn thành          |
| Shaman King                                                | シャーマンキング                                     | Shōnen    | Takei Hiroyuki                                           |                    | Shueisha                   | Nhật Bản   | 2016         | Hoàn thành          |
| Gintama                                                    | 銀魂                                                 | Shōnen    | Sorachi Hideaki                                          | Monkey King        | Shueisha                   | Nhật Bản   | 2014         | Đang xuất bản       |
| Hikaru - Kì thủ cờ vây                                     | ヒカルの碁                                           | Shōnen    | Obata Takeshi, Hotta Yumi                                | Kou Project        | Shueisha                   | Nhật Bản   | 2015         | Hoàn thành          |
| Bakuman                                                    | バクマン                                             | Shōnen    | Obata Takeshi, Ōba Tsugumi                               |                    | Shueisha                   | Nhật Bản   | 2009         | Hoàn thành          |
| Basara                                                     | バサラ                                               | Shōjo     | Tamura Yumi                                              | Nhiều người dịch   | Shogakukan                 | Nhật Bản   | 2014         | Hoàn thành          |
| 7 Seeds - 7 mầm sống                                       | セブンシーズ                                         | Josei     | Tamura Yumi                                              | Nhóm dịch Lexis    | Shogakukan                 | Nhật Bản   | 2007         | Hoàn thành          |
| Toraji Phiêu Lưu Kí                                        | 猫mix幻奇譚とらじ                                    | Shōjo     | Tamura Yumi                                              |                    | Shogakukan                 | Nhật Bản   | 2016         | Hoàn thành          |
| Sailor Moon                                                | 美少女戦士 セーラームーン                            | Shōjo     | Takeuchi Naoko                                           | Barbie Ayumi       | Kodansha                   | Nhật Bản   | 2017         | Hoàn thành          |
| Honey & Clover                                             | ハチミツとクローバー                                 | Josei     | Umino Chika                                              | Cẩm Vân            | Shueisha                   | Nhật Bản   | 2015         | Hoàn thành          |
| Sư tử tháng 3                                              | 3月のライオン                                        | Seinen    | Umino Chika                                              | Hương Giang        | Hakusensha                 | Nhật Bản   | 2017         | Đang xuất bản       |
| Tiệm thú kiểng                                             | ペットショップオブ ホラーズ                          | Josei     | Akino Matsuri                                            | Đào Quỳnh Anh      | Ohzora                     | Nhật Bản   | 2015         | Đang xuất bản       |
| XXXHolic                                                   | X××ホリック                                          | Seinen    | CLAMP                                                    | Vũ Anh, Simirimi   | Kodansha                   | Nhật Bản   | 2015         | Hoàn thành          |
| Tsubasa -RESERVoir CHRoNiCLE                               | ツバサ-RESERVoir CHRoNiCLE                           | Shōnen    | CLAMP                                                    | Vũ Anh, Liên Vũ    | Kodansha                   | Nhật Bản   | 2015         | Hoàn thành          |
| Card Captor Sakura                                         | カードキャプターさくら                               | Shōjo     | CLAMP                                                    | Simirimi           | Kodansha                   | Nhật Bản   | 2015         | Hoàn thành          |
| Haikyu!!                                                   | ハイキュー!!                                         | Shōnen    | Furudate Haruichi                                        | Ruyuha Kyouka      | Shueisha                   | Nhật Bản   | 2016         | Hoàn thành          |
| Shin-cậu bé bút chì                                        | クレヨンしんちゃん                                   | Thiếu nhi | Usui Yoshito                                             | Barbie Ayumi       | Futabasha                  | Nhật Bản   |              | Hoàn thành          |
| Asari - Cô bé tinh nghịch                                  | あさりちゃん                                         | Thiếu nhi | Muroyama Mayumi                                          | RIN                | Shogakukan                 | Nhật Bản   | 2014         | Hoàn thành          |
| Sket Dance                                                 | スケット・ダンス                                     | Shōnen    | Shinohara Kenta                                          | Monkey King        | Shueisha                   | Nhật Bản   | 2016         | Hoàn thành          |
| Magi - Mê cung thần thoại                                  | マギ                                                 | Shōnen    | Otaka Shinobu                                            | Ukato Mai          | Shogakukan                 | Nhật Bản   | 2016         | Hoàn thành          |
| Pandora Hearts                                             | パンドラハーツ                                       | Shōnen    | Mochizuki Jun                                            | Ruyuha Kyouka      | Square Enix                | Nhật Bản   | 2014         | Hoàn thành          |
| Hồi kí Vanitas                                             | ヴァニタスの手記                                     | Shōnen    | Mochizuki Jun                                            | Ruyuha Kyouka      | Square Enix                | Nhật Bản   | 2017         | Đang xuất bản       |
| Hậu duệ của Nurarihyon                                     | ぬらりひょんの孫                                     | Shōnen    | Shībashi Hiroshi                                         |                    | Shueisha                   | Nhật Bản   | 2013         | Hoàn thành          |
| Thiên Thần Diệt Thế                                        | 終わりのセラフ                                       | Shōnen    | Kagami Takaya                                            | Ukato Mai          | Shueisha                   | Nhật Bản   | 2018         | Đang xuất bản       |
| Wild Life - Cuộc sống hoang dã                             | ワイルドライフ                                       | Shōnen    | Fujisaki Masato                                          | Blahira            | Shogakukan                 | Nhật Bản   | 2008         | Hoàn thành          |
| Orange Chocolate                                           | オレンジチョコレート                                 | Shōjo     | Yamada Nanpei                                            | Vương Hải Yến      | Hakusensha                 | Nhật Bản   | 2016         | Hoàn thành          |
| Bách quỷ dạ hành ký                                        | 百鬼夜行抄                                           | Seinen    | Ima Ichiko                                               | Hạ Nguyên          | Sonorama                   | Nhật Bản   | 2017         | Đang xuất bản       |
| Tiếng gọi từ vì sao xa                                     | ほしのこえ                                           | Seinen    | Sahara Mizu                                              | Thu Hằng           | Kodansha                   | Nhật Bản   | 2018         | Hoàn thành          |
| Con gái của ba                                             | マイガール                                           | Seinen    | Sahara Mizu                                              | Hương Giang        | Shinchosha                 | Nhật Bản   | 2018         | Hoàn thành          |
| Bác sĩ ma giới                                             | 妖怪のお医者さん                                     | Shōnen    | Sato Yuki                                                | Trang Tempo        | Kodansha                   | Nhật Bản   | 2018         | Đang xuất bản       |
| Câu chuyện tình tôi                                        | 俺物語!!                                             | Shōjo     | Kawahara Kazune                                          | Hitokiri           | Shueisha                   | Nhật Bản   | 2018         | Hoàn thành          |
| Trò chơi cút bắt                                           | 思い、思われ、ふり、ふられ                           | Shōjo     | Sakisaka Io                                              | R.E.I              | Shueisha                   | Nhật Bản   | 2018         | Đang xuất bản       |
| Tôi là Sakamoto                                            | 坂本ですが?                                          | Shōjo     | Sano Nami                                                | Monkey King        | Enterbrain                 | Nhật Bản   | 2018         | Hoàn thành          |
| Đầu gấu và bốn mắt                                         | ヤンキー君とメガネちゃん                             | Shōjo     | Yoshikawa Miki                                           | Ruyuha Kyouka      | Kodansha                   | Nhật Bản   | 2018         | Đang xuất bản       |
| Quái vật bàn bên                                           | となりの怪物くん                                     | Shōjo     | Robico                                                   | Yukari             | Kodansha                   | Nhật Bản   | 2017         | Hoàn thành          |
| Chú Thoòng                                                 | 老夫子                                               | Manhua    | Vương Trạch                                              | Leo Chen           | WangZ Inc.                 | Hồng Kông  | 2017         | Hoàn thành          |
| Ô Long Viện                                                | 烏龍院                                               | Manhua    | Ngao Ấu Tường                                            | Phương Linh        |                            | Đài Loan   | 2010         | Hoàn thành          |
| Thư sinh bóng đêm                                          | 밤을 걷는 선비                                       | Manhwa    | Jo Joo-hee, Han Seung-hee                                | Hải Phượng         | Seoul Cultural Publishers  | Hàn Quốc   | 2016         | Đang xuất bản       |
| Bleach                                                     | ブリーチ                                             | Shōnen    | Kubo Taito                                               | Trịnh Thành        | Shueisha                   | Nhật Bản   | 2019         | Đang xuất bản       |
| Trường Ca Hành                                             | 長歌行                                               | Manhua    | Hạ Đạt                                                   | Leo Chen           | China Times Publishing Co. | Trung Quốc | 2016         | Đang xuất bản       |
| Naruto                                                     | —ナルト—                                             | Shōnen    | Kishimoto Masashi                                        | Anh Việt           | Shueisha                   | Nhật Bản   | 2018         | Hoàn thành          |
| Kimi Ni Todoke                                             | 君に届け                                             | Shōjo     | Shiina Karuho                                            | Ruyuha Kyouka      | Shueisha                   | Nhật Bản   | 2015         | Hoàn thành          |
| Cang Giả Kim Thuật Sư                                      | 鋼の錬金術師                                         | Shōnen    | Arakawa Hiromu                                           | Hương Giang        | Square Enix                | Nhật Bản   | 2019         | Đang xuất bản       |
| Thanh gươm diệt quỷ                                        | 鬼滅の刃                                             | Shōnen    | Gotoge Koyoharu                                          | Simirimi           | Shueisha                   | Nhật Bản   | 2020         | Hoàn thành          |
| Black Clover                                               | ブラッククローバー                                   | Shōnen    | Tabata Yuki                                              | Liên Vũ            | Shueisha                   | Nhật Bản   | 2020         | Đang xuất bản       |
| Spy x Family                                               | SPY×FAMILY                                           | Shōnen    | Endo Tatsuya                                             | Phương Nga, Altair | Shueisha                   | Nhật Bản   | 2020         | Đang xuất bản       |
| Nguyệt Hạ Thần Kiếm                                        | 月華美刃                                             | Shōnen    | Endo Tatsuya                                             | Anh Huỳnh          | Shueisha                   | Nhật Bản   | 2025         | Đang xuất bản       |
| Lãng khách Kenshin                                         | るろうに剣心                                         | Shōnen    | Watsuki Nobuhiro                                         | Hồng Hà            | Shueisha                   | Nhật Bản   | 2019         | Đang xuất bản       |
| Komi - Nữ thần sợ giao tiếp                                | 古見さんは、コミュ症です。                           | Shōnen    | Oda Tomohito                                             |                    | Shogakukan                 | Nhật Bản   | 2021         | Đang xuất bản       |
| Mashle                                                     | マッシュル-MASHLE                                    | Shōnen    | Kōmoto Hajime                                            |                    | Shueisha                   | Nhật Bản   | 2023         | Đang xuất bản       |
| Tiệm trừ yêu kì ảo                                         | 不機嫌なモノノケ庵                                   | Shōjo     | Wazawa Kiri                                              | Liên Vũ            | Square Enix                | Nhật Bản   | 2019         | Đang xuất bản       |
| Altair - cánh đại bàng kiêu hãnh                           | 将国のアルタイル                                     | Shōnen    | Kato Kotono                                              | Hồng Hà            | Kodansha                   | Nhật Bản   | 2018         | Đang xuất bản       |
| Nhất quỷ nhì ma, thứ ba Takagi                             | からかい上手の高木さん                               | Shōnen    | Yamamoto Soichiro                                        | Phương Nga         | Shogakukan                 | Nhật Bản   | 2019         | Đang xuất bản       |
| Yona – Công chúa bình minh                                 | 暁のヨナ                                             | Shōjo     | Kusanagi Mizuho                                          | Ruyuha Kyouka      | Hakusensha                 | Nhật Bản   | 2019         | Đang xuất bản       |
| Hội chứng tuổi thanh xuân                                  | 青春ブタ野郎                                         | Seinen    | Kamoshida Hajime                                         |                    | ASCII Media Works          | Nhật Bản   | 2019         | Đang xuất bản       |
| Chú thuật hồi chiến                                        | 呪術廻戦                                             | Shōnen    | Gege Akutami                                             | Vũ trụ 19          | Shūeisha                   | Nhật Bản   | 2022         | Đang xuất bản       |
| Vị thần lang thang                                         | ノラガミ                                             | Shōnen    | Adachitoka                                               | Ili Tenjou         | Kodansha                   | Nhật Bản   | 2016         | Đang xuất bản       |
| Nhóc Maruko                                                | ちびまる子ちゃん                                     | Shōjo     | Sakura Momoko                                            | Hương Giang        | Shueisha                   | Nhật Bản   | 2023         | Đang xuất bản       |
| Arya bàn bên thỉnh thoảng lại trêu ghẹo tôi bằng tiếng Nga | 時々ボソッとロシア語でデレる隣のアーリャさん         | Shōnen    | Sunsunsun & Momoco                                       |                    | Kadokawa                   | Nhật Bản   | 2022         | Đang xuất bản       |
| Bocchi the Rock!                                           | ぼっち・ざ・ろっく!                                  | Seinen    | Hamaji Aki                                               |                    | Houbunsha                  | Nhật Bản   | 2022         | Đang xuất bản       |
| Dragon Quest - Dấu ấn Roto - Những người kế thừa           | ドラゴンクエスト列伝 ロトの紋章 〜紋章を継ぐ者達へ〜 | Seinen    | Kamui Fujiwara, Jun Eishima, Takashi Umemura, Yuji Horii | NingNing           | Square Enix                | Nhật Bản   | 2023         | Hoàn thành          |
| Dấu ấn Hoàng gia                                           | 王家の紋章                                           | Shōjo     | Hosokawa Chieko                                          | Hitokiri           | Akita Shoten               | Nhật Bản   | 2024         | Đang xuất bản       |
| Frieren – Pháp sư tiễn táng                                | 葬送のフリーレン                                     | Shōnen    | Yamada Kanehito & Abe Tsukasa                            |                    | Shogakukan                 | Nhật Bản   | 2024         | Đang xuất bản       |
| Gimai Seikatsu (Chung một mái nhà)                         | 義妹生活                                             | Shōnen    | Ghost Mikawa & Hiten                                     |                    | Kadokawa Shoten            | Nhật Bản   | 2024         | Đang xuất bản       |
| Khi "trai" đẹp hẹn hò                                      | 合コンに行ったら女がいなかった話                     | Shōjo     | Nana Aokawa                                              |                    | Square Enix                | Nhật Bản   | 2024         | Đang xuất bản       |
| Cô nàng Shimotsuki trót phải lòng nhân vật nền             | 霜月さんはモブが好き                                 | Shōnen    | Kagami Yagami & Roha                                     |                    | Micro Magazine-sha         | Nhật Bản   | 2024         | Đang xuất bản       |
| Nai tơ ngơ ngác Nokotan                                    | しかのこのこのここしたんたん                         | Shōnen    | Oshioshio                                                |                    | Kodansha                   | Nhật Bản   | 2025         | Đang xuất bản       |

Không chỉ xuất bản sách tiếng Việt, Nhà xuất bản Kim Đồng còn thực hiện xuất khẩu truyện tranh dân gian Việt Nam bằng tiếng Anh, tiếng Pháp, tiếng Thái ra nước ngoài.

## Một số giải thưởng quốc tế
- Bằng DIPLOME của Liên đoàn Phụ nữ thế giới và Liên đoàn Thanh niên thế giới tặng Nhà xuất bản Kim Đồng nhân kỷ niệm 10 năm ngày thiếu nhi quốc tế (1 tháng 6 năm 1960).
- Bằng DIPLOME của Triển lãm sách quốc tế Moskva và giải ba về kỹ thuật in cuốn "Phù Đổng thiên vương" năm 1970.
- Huy chương Bạc cuốn sách tranh "Sát Thát" tại triển lãm nghệ thuật sách quốc tế IBA năm 1971.
- Bằng khen cho cuốn "Nối dây cho diều" của Triển lãm sách quốc tế tại Leipzig, Cộng hoà Dân chủ Đức năm 1971.
- Bằng khen cuốn "Tấm Cám" tại Triển lãm sách thiếu nhi ở Tiệp Khắc năm 1985.